# Lago Vitória
O lago Vitória (em língua suaíli: Victoria Nyanza) é um dos Grandes Lagos Africanos, localizado num planalto elevado na parte ocidental do Grande Vale do Rifte, na África Oriental, e está sujeito à administração territorial pela Tanzânia, Uganda e Quênia.

## Características geográficas
O lago Vitória está localizado no coração dos grandes lagos africanos e é cortado pela linha do Equador, ao norte. Os estados limítrofes são o Quénia a nordeste, Uganda ao norte e noroeste e a Tanzânia ao sul. De baixa profundidade (40 metros em média e 83 metros no máximo) e situado a 1133 m de altitude, o lago ocupa uma depressão formada por movimentos tectônicos e está emoldurado pelos dois ramos do Grande Vale do Rifte, formado há quatro milhões de anos.
Com 68 870 km² de área (quase a mesma da Irlanda), é o maior lago do continente africano, o maior lago tropical no mundo e o segundo maior lago de água doce no mundo em termos de área. Sendo relativamente raso, é considerado como o sétimo maior lago de água doce através do volume e contém 2760 km³ de água. É uma das nascentes do rio Nilo, o Nilo Branco.
Existem mais de 3000 ilhas no seu interior, muitas das quais habitadas, entre as quais as ilhas de Ssese em Uganda, um grupo grande de ilhas no noroeste do lago, que se tornou um destino popular para turistas, e a ilha Ukerewe, na parte sudeste, pertencente à Tanzânia e a maior ilha lacustre de África.
Em forma aproximada de um retângulo com 320 km de comprimento (de norte a sul), 275 km de largura (de leste para oeste), e um perímetro de 2200 km, o lago tem as bordas recortadas, formando numerosas penínsulas, baías, cabos e mais de 3 mil ilhas, a maioria desabitadas.
O lago tem uma costa de cerca de 4828 km, com ilhas que constituem 3,7% deste total. A costa é assim dividida entre os três países:
| País     | Costa (km²) | Costa (%) |
| -------- | ----------- | --------- |
| Quênia   | 4 100       | 6         |
| Uganda   | 31 000      | 45        |
| Tanzânia | 33 700      | 49        |

## Clima

Variação do nível do lago Vitória em Jinja

O lago Vitória está sujeito a um clima tropical com temperaturas que variam de 16°C a 27°C. Entre maio e julho, os ventos do sul causam o deslocamento da massa de água para o norte. A chuva é distribuída ao longo do ano, mas dois períodos mais úmidos se destacam: em abril e setembro-outubro. A precipitação média anual ascende a 1450 mm³/m².
A bacia hidrográfica inclui inúmeros cursos d'água, dentre os quais o mais importante é o rio Cagera da Tanzânia. Outros afluentes têm sua nascente no Burundi, Ruanda e Quênia. O Nilo Branco (Bahr-el-Abiad) é o único emissário do lago Vitória. Ele desce em direção ao norte para abastecer o lago Kyoga,  o lago Albert e, enfim, o rio Nilo. O trecho do Nilo Branco, entre o lago Vitória e o lago Kyoga é também chamado de Nilo Vitória, e surgiu entre 12 000 a.C. e 14 000 a.C.

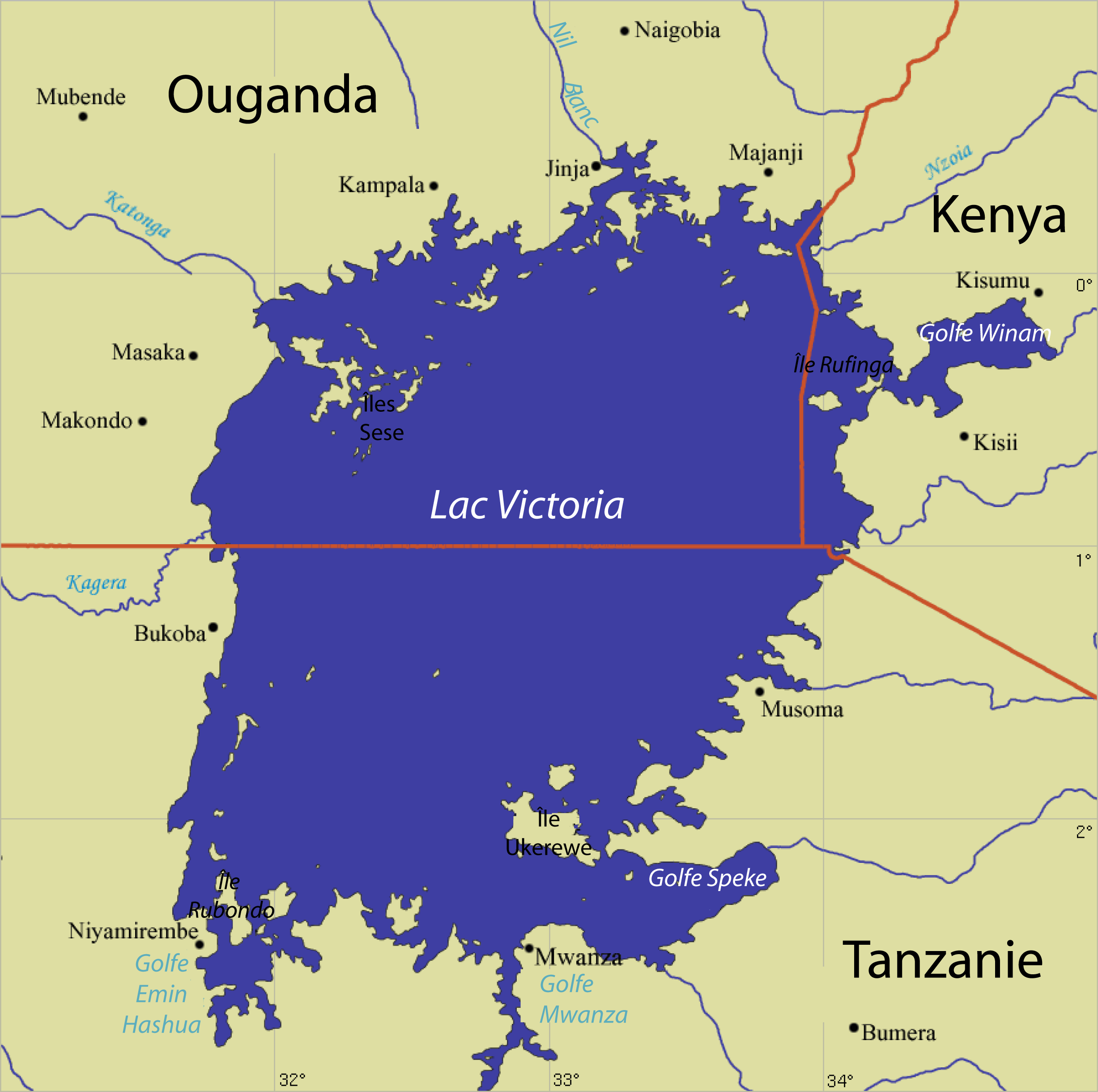
O lago Vitória e os países limítrofes

Os afluentes, cujos fluxos variam bastante entre as estações, fornecem menos de 20% das águas do lago, o resto é proveniente das chuvas. As perdas vão de 31 a 124 milímetros por mês, em parte devido à saída do Nilo Branco, mas também devidas à evaporação, e dependendo da época e dos ventos.
Até a década de 1960, o lago era muito bem equilibrado e não sofria variações significativas de nível. Em 1962, o nível aumentou muito após fortes chuvas e foi posteriormente mantido, embora com uma ligeira diminuição. A partir de 2004, uma mudança significativa começou com uma diminuição no nível do lago em dois metros a cada dois anos. A causa desse declínio é a falta de chuva, que atua tanto diretamente sobre o lago como também sobre o fluxo dos afluentes.

## História
A primeira informação registrada sobre o lago Vitória vem de comerciantes árabes que exploraram, no século X, as rotas interiores da África Oriental à procura de ouro, marfim, escravos e outros artigos preciosos. Um antigo mapa do cartógrafo árabe Dreses descreve uma representação precisa do lago Vitória, atribuindo-lhe a nascente do rio Nilo.

## Expedições

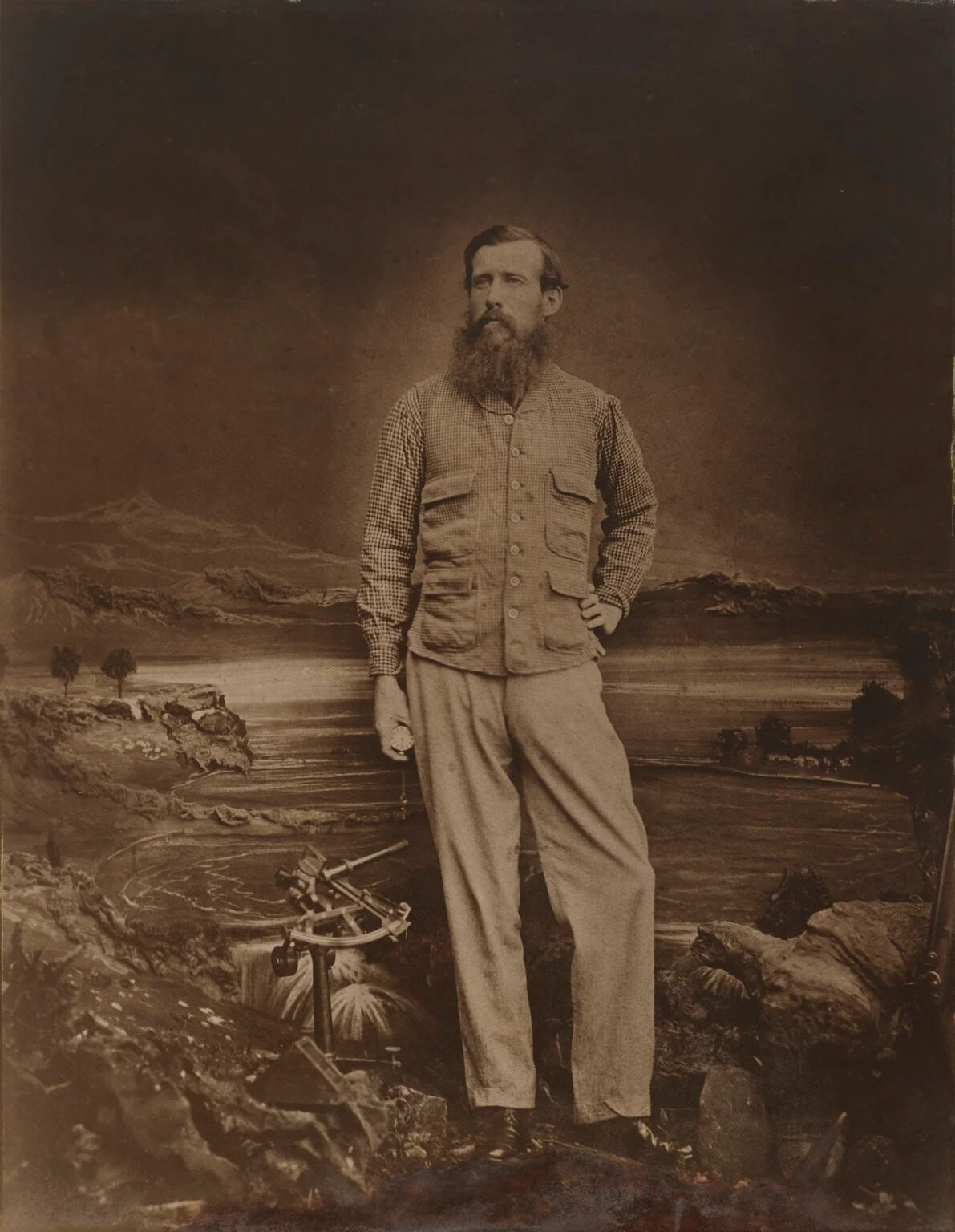
J. H. Speke descobriu e batizou o lago Vitória.

Em dezembro de 1856, o explorador britânico John Hanning Speke, a convite de Richard Francis Burton, tomou parte na sua expedição em busca do lago Niassa, que poderia ser a origem do Nilo. Eles deixaram Zanzibar em junho do ano seguinte para se tornarem os primeiros europeus a alcançar o lago Tanganica, já em fevereiro de 1858. Burton caiu enfermo, e durante a viagem de volta, Speke seguiu sozinho em direção ao norte. Em julho de 1858, ele encontrou o lago que batizaria em homenagem à rainha Vitória, e alegou que o lago era a origem do rio Nilo, o que foi duramente contestado por Burton, pois ele não havia circum-navegado o lago. Speke retornou dois anos depois, desta vez com James Grant, e localizou a origem precisa do Nilo, que ele denominou de cataratas de Ripon.

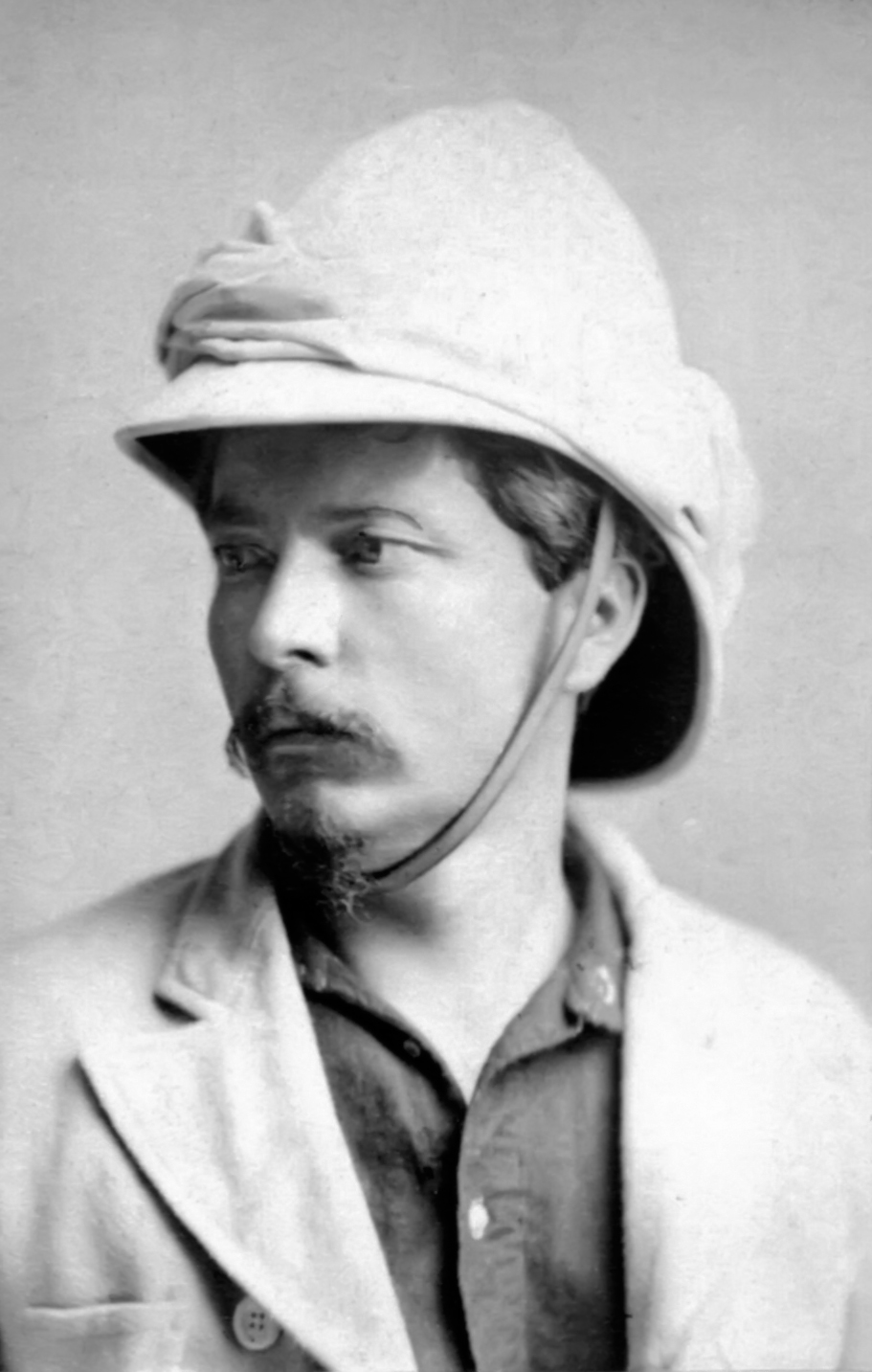
Henry Morton Stanley

Burton continuou contestando as descobertas de Speke, defendendo que a verdadeira origem do rio Nilo era o lago Tanganica. Para resolver a disputa, a Real Sociedade Geográfica, que patrocinara a expedição de Burton e Speke, decidiu então enviar o renomado explorador e missionário britânico David Livingstone, que apresentou outra teoria, defendendo que o Nilo nascia no rio Lualaba. Outra tentativa foi feita pelo explorador americano Henry Morton Stanley, que em 1877 confirmou a descoberta de Speke circum-navegando o lago e relatando o encontro das cataratas de Ripon, na costa norte. Desde então, predominou a teoria de que o lago Vitória era a origem do rio Nilo, embora o lago tenha vários afluentes. Em 2006, a nascente do Nilo foi determinada na floresta de Nyungwe, em Ruanda.

## Demografia

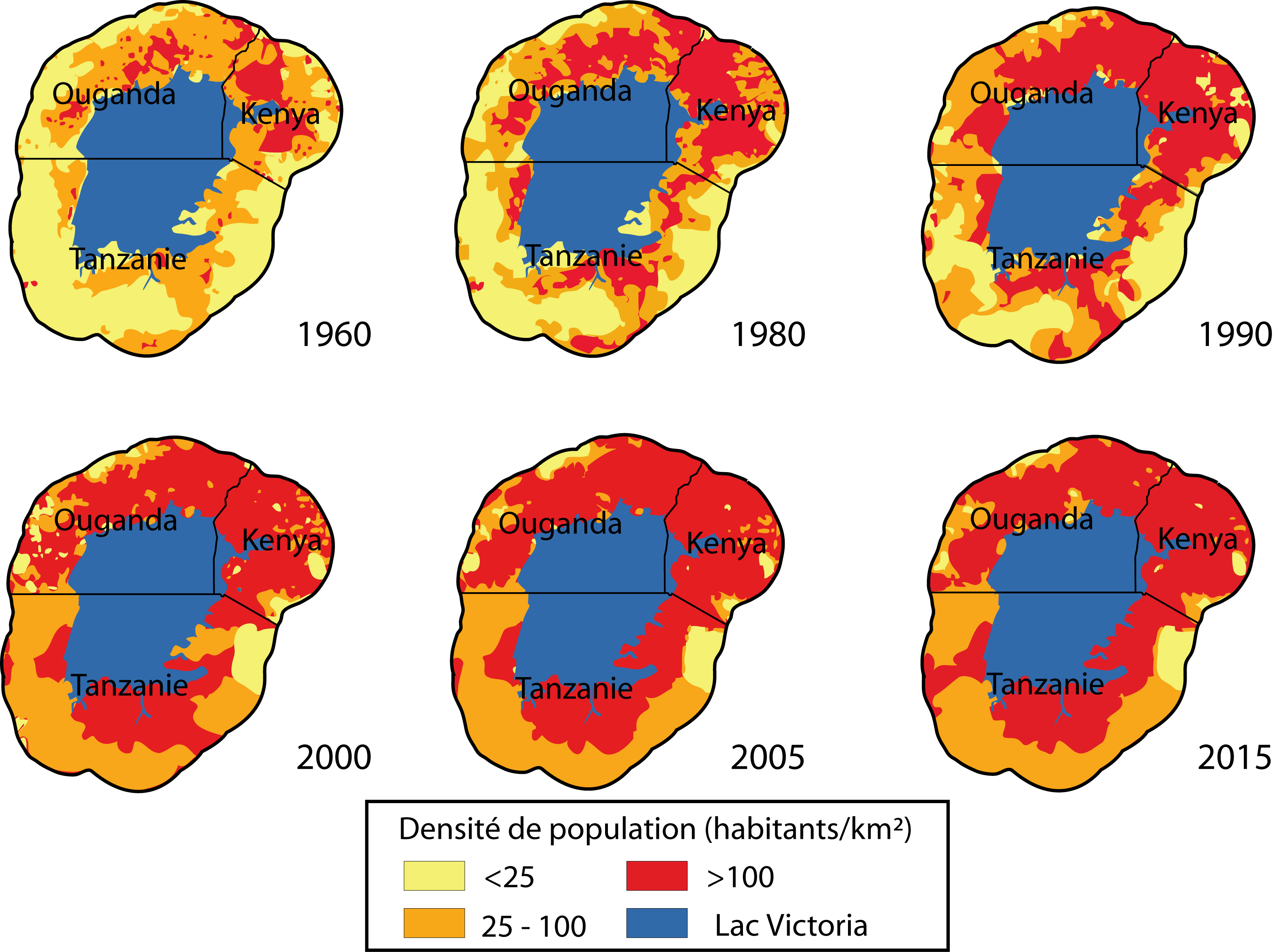
Crescimento populacional ao redor do lago Vitória

Em 1902, o governo do então protetorado da África Oriental Britânica inaugurou uma ferrovia ligando Mombaça até o lago Vitória. A ocupação europeia causou grande devastação à vegetação local. Grande parte da floresta que circundava o lago foi substituída por lavouras de chá, café, açúcar, tabaco e algodão.

## Pesca
Com o aumento da população, a pesca de subsistência deu lugar à pesca comercial para abastecer os centros urbanos que cresciam rapidamente.
Em 1905, os britânicos introduziram sua rede de pesca, que era muito mais eficaz do que as armadilhas e redes das populações locais. A superexploração reduziu gradativamente o tamanho dos peixes capturados, e os pescadores passavam a adotar redes cada vez menores. No início dos anos 1950, a espécie mais popular, conhecida como ngege, estava extinta. Como compensação, os britânicos decidiram introduzir novas espécies.

### Perca-do-nilo
Durante a década de 1950, um peixe chamado perca-do-nilo (Lates niloticus), um voraz predador, foi introduzido no lago numa tentativa de melhorar os rendimentos de pesca, em uma iniciativa duramente criticada por cientistas, que temiam que a falta de um predador natural fosse desencadear a destruição do ecossistema do lago. Apesar das críticas, a espécie foi inserida clandestinamente e nos anos 1970 já era encontrada com frequência em todo o lago. Com alimento em abundância e sem predadores naturais, a espécie se proliferou, chegando a atingir mais de 250 kg em um indivíduo adulto, o que a forçava a se alimentar constante e indiscriminadamente. Em menos de 40 anos, foram extintas diversas populações nativas, incluindo 400 espécies endêmicas.
Com a redução de seu alimento, a perca-do-nilo tornou-se canibal, e os indivíduos adultos passaram a se alimentar dos mais jovens. Com isso, até a população de perca-do-nilo começou a sofrer redução. Mais tarde, até mesmo os bons lucros iniciais com as capturas da perca-do-nilo diminuíram dramaticamente e a indústria da pesca entrou em colapso. Em 1992, foi realizada uma conferência em Jinja, reunindo mais de 70 cientistas, que discutiram os desafios da recuperação do ecossistema do lago Vitória e criaram um plano de ação.
Atualmente, a perca-do-nilo está sendo retirada, e é sabido que algumas das espécies nativas aumentaram novamente. Há ainda cerca de 200 espécies de peixes no lago Vitória, que abastece uma população de 30 milhões de pessoas que vivem ao seu redor, em uma das regiões mais povoadas da África.

### Jacinto-de-água

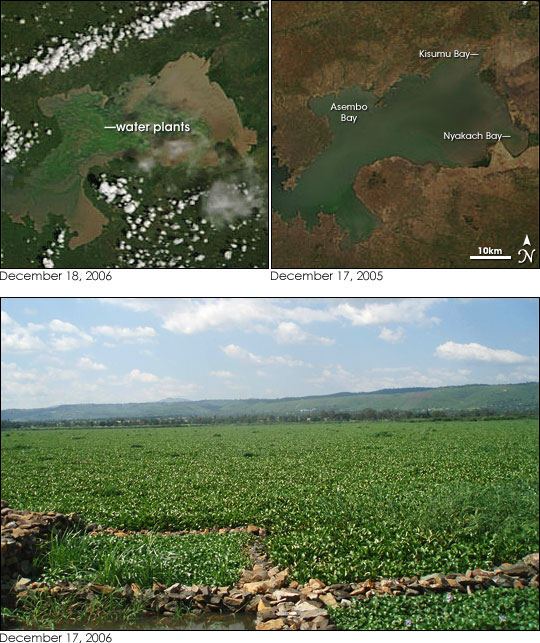
Invasão de jacinto-de-água, em 2005-2006

Um problema ecológico com um resultado mais feliz foi a luta contra o aumento enorme do jacinto-de-água (Eichhornia crassipes), nativa da América tropical, que forma um tapete espesso, causando dificuldades para o transporte e a pesca. Em 1995, 90% do litoral do Uganda foi coberto pela planta, mas conseguiram-se bons resultados na resolução do problema, através da introdução de um inseto (Neochetina eichhorniae) que se alimenta apenas dessa planta.
A perda de oxigênio, em razão da poluição, tornou a água turva e, em consequência, manifestou-se um aumento de hibridações entre os haplocromídeos do lago.

## Evolução
Em 1996, um grupo de pesquisadores relatou que no lago Vitória ocorreu a evolução mais rápida que se tem conhecimento, com a formação de 300 espécies diferentes de peixes em apenas doze mil anos.

## Transporte
Os principais portos do Lago Vitória são Quisumu, Mwanza, Bukoba, Entebbe, Port Bell e Jinja. A ligação entre eles é feita por balsas. Desde 1900, elas atravessam o Lago Vitória e são o mais importante meio de transporte entre Uganda, Tanzânia e Quênia. As primeiras foram construídas no Reino Unido e encomendadas no início do século XX como uma extensão da linha de trem de Mombaça para Quisumu.
Em 1996, o barco a vapor MV Bukoba afundou no trajeto entre Bukoba e Mwanza, devido ao sobrepeso, causando a morte de centenas de pessoas. Naufrágios ainda são frequentes, e são causados principalmente por más condições meteorológicas ou por problemas mecânicos.

## Energia
Em 1954, concluiu-se um estudo para elevação do nível das águas do lago, que resultou na construção da barragem sobre as cataratas Owen do Nilo Vitória em Jinja, Uganda. A represa, atualmente conhecida como barragem Nalubaale, fornece energia hidrelétrica em larga escala. Em 2000, entrou em operação uma segunda barragem, Kiira, que foi construída a cerca de um quilômetro da Nalubaale.

Línguas africanas faladas ao redor do Lago Vitória
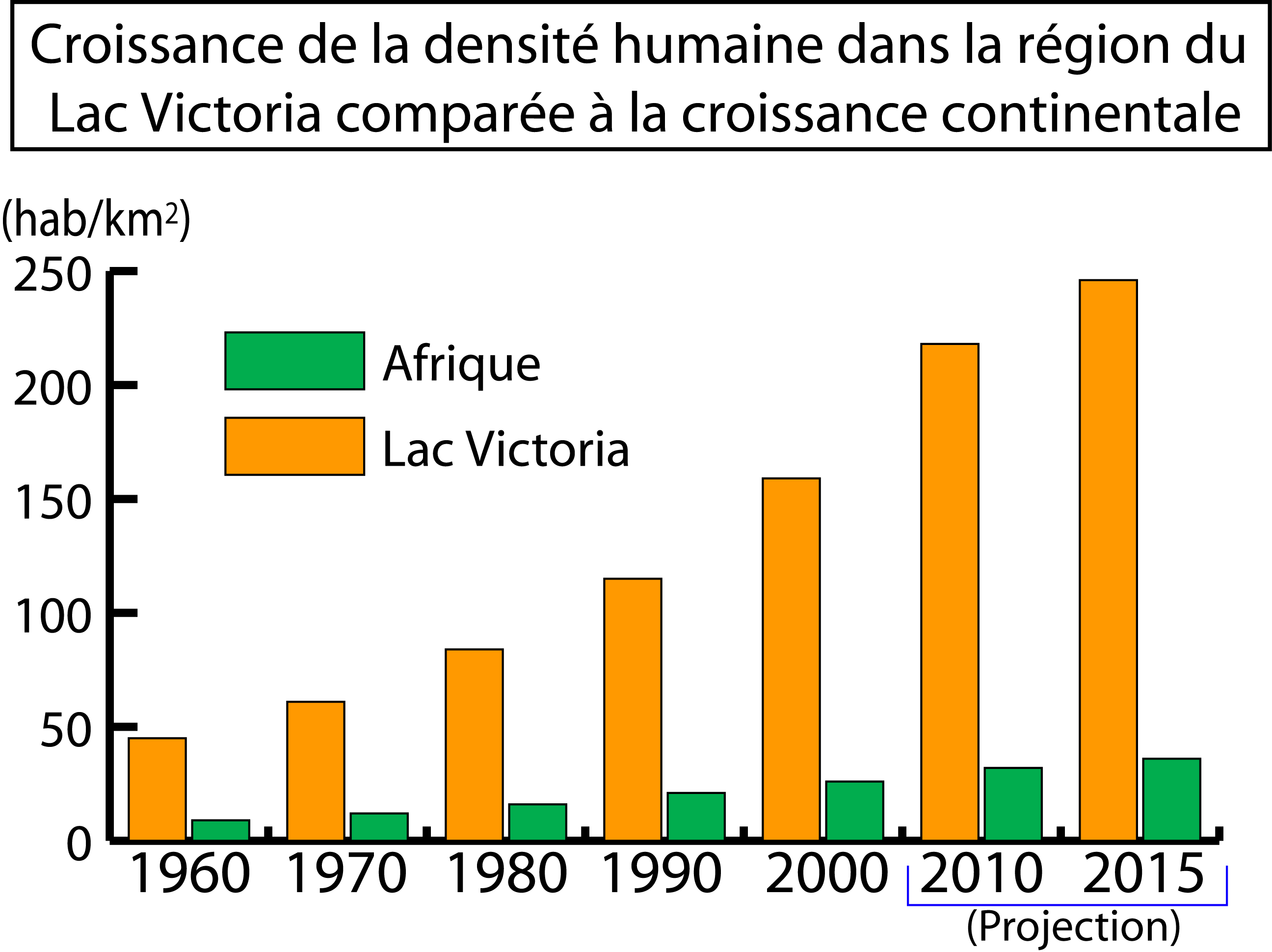
Crescimento da densidade populacional ao redor do lago Vitória
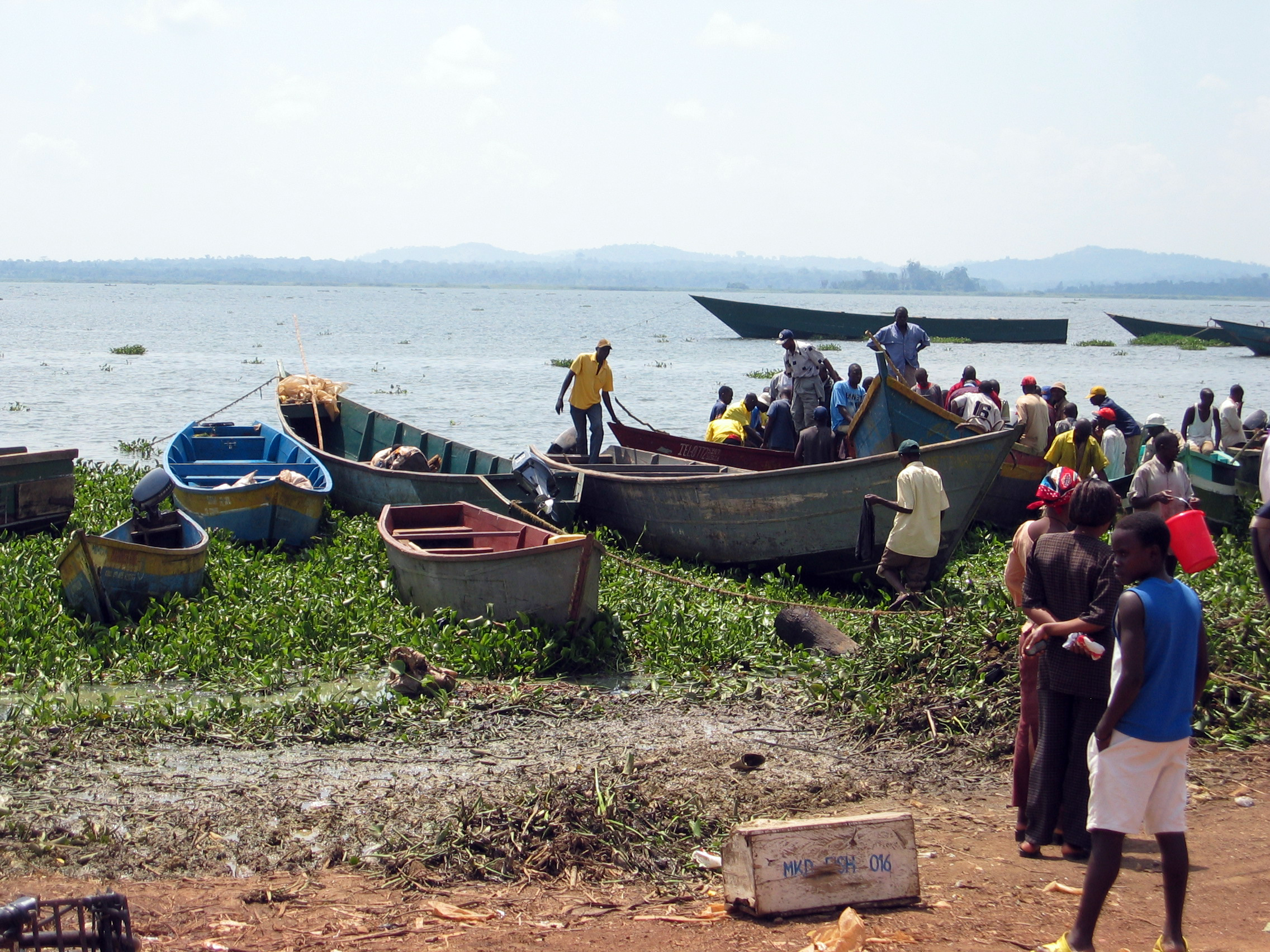
Barcos usados na pesca da tilápia